# Björn Ulvaeus
Björn Kristian Ulvaeus, parfois orthographié Ulvæus, né le 25 avril 1945 à Göteborg, est un guitariste, chanteur, compositeur de chansons, parolier et producteur suédois. Président de la CISAC depuis 2020, il est connu pour avoir été un membre des groupes suédois Hootenanny Singers et surtout ABBA.

## Biographie
Ses parents lui offrent une guitare quand il a 13 ans. Il commence à jouer dans des groupes de skiffle. Avant de faire partie d'ABBA, il commence sa carrière avec le groupe folk suédois Hootenanny Singers. Ils gagnent le radio-crochet Plats pa scen en 1963 sous le nom de West Bay Singers. Ils sont repérés par le producteur Stig Anderson. Björn écrit aussi ses propres chansons No Time et Baby those are the rules. En parallèle, l'artiste fait des études de droit et de commerce.
Pendant la tournée de 1966, les Hootenanny Singers rencontrent les Hep Stars sur la route et Björn devient rapidement ami avec le pianiste de la formation rock Benny Andersson, ils composent ensemble leur première chanson Isn't it easy to say enregistrée par les Hep Stars. En 1969, lors d'une émission télévisée, Björn rencontre Agnetha Fältskog, Benny, Anni-Frid Lyngstad. En 1970, Björn et Benny forment un duo et sortent un album Lycka, Agnetha et Frida font les chœurs. C'est la naissance d'ABBA.
Après ABBA, Björn Ulvaeus et Benny Andersson n'ont cessé de collaborer à d'autres projets tels que les comédies musicales Chess, Kristina från Duvemåla ou Mamma Mia !. Les deux hommes ont également composé et produit les albums du duo Gemini Gemini (1985) et Geminism (1987) ainsi que l'album de Josefin Nilsson Shapes (1993).
En 2020, Björn Ulvaeus devient le président de la CISAC.
Il sort un nouvel album avec le groupe ABBA, Voyage, en novembre 2021.

## Auteur de livres
L'artiste a également écrit trois ouvrages : deux livres pour enfants et une autobiographie. Son premier livre pour enfants The Little White Piano paraît en 2010, les droits sont versés à une association qui s'occupe de musicothérapie. Quatre ans plus tard, il publie Pop Story  (ISBN 978-91-87513-78-7) qui raconte l'histoire d'ABBA, il cède ses droits à une fondation qui aide les enfants atteints d'un cancer. Il écrit son autobiographie, illustrée par Patrick Vale, You are who you meet  (ISBN 978-91-639-8118-0) en 2018.

## Distinctions
- Commandeur 1ère classe de l'ordre royal de Vasa (Suède, 2024)[1]

## Vie privée
Le guitariste épouse Agnetha Fältskog le 6 juillet 1971 puis divorce en 1979. Il se remarie avec Lena Källersjö le 5 janvier 1981. Ils annoncent leur séparation en février 2022.
Il est le père de Linda et Christian Ulvaeus qu'il a eus avec Agnetha, et de Emma et Anna Ulvaeus avec sa deuxième épouse Lena.

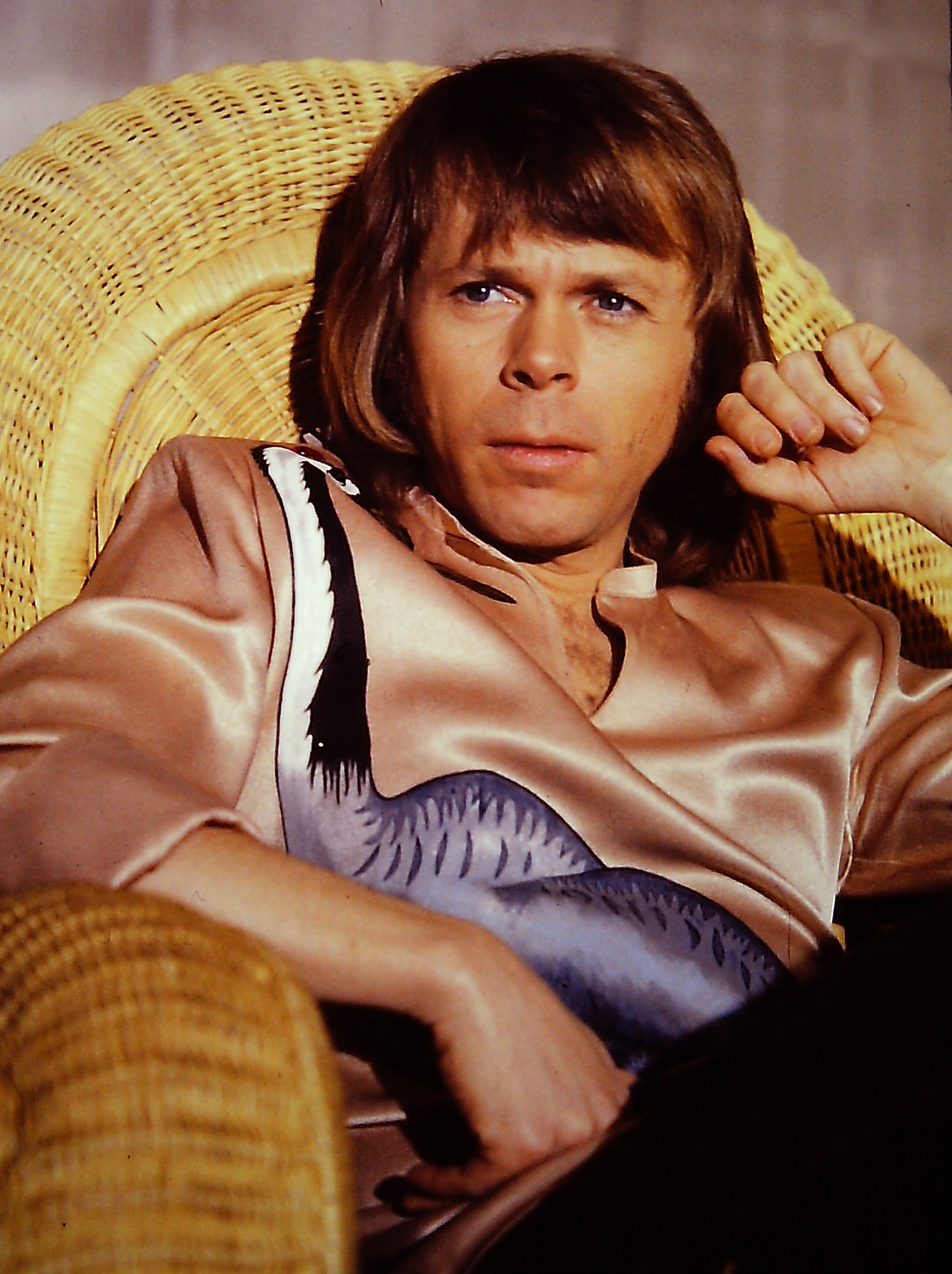
Björn Ulvaeus en 1980.

## Discographie personnelle (hors ABBA)
Album :
- Lycka (1970) avec Benny Andersson

Singles :
- Raring / Vill du ha en vän (1968)
- Fröken Fredriksson / Vår egen sång (1968)
- Saknar du något min kära / Gömt är inte glömt (1969)
- Partaj-Aj-aj-aj / Kvinnan i mitt liv (1969)
- She's My Kind Of Girl / Inga Theme (1970) avec Benny Andersson
- Lycka / Hej gamle man! (1970) avec Benny Andersson
- Det kan ingen doktor hjälpa / På bröllop (1971) avec Benny Andersson
- Tänk om jorden vore ung / Träskofolket (1971)  avec Benny Andersson
- En karusell / Att finnas till (1972) avec Benny Andersson